# Fontanna Lwa we Florianie
Fontanna Lwa (malt. Il-funtana tal-iljun, ang. Lion Fountain), znana również jako Fontanna Vilheny – barokowa fontanna znajdująca się na Triq Sant'Anna we Florianie na Malcie. Została tam zainstalowana w 1728 przez wielkiego mistrza Antonio Manoela de Vilhenę; w latach pięćdziesiątych XX wieku została przeniesiona kilka metrów od pierwotnego miejsca.

## Historia

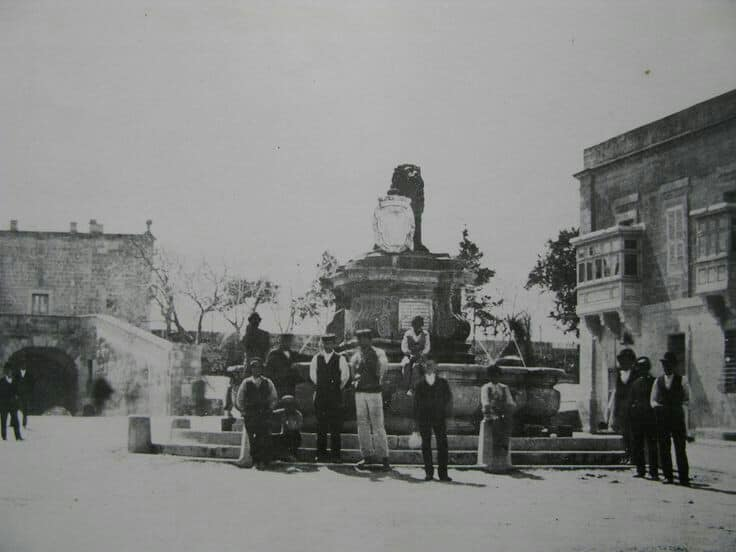
Fontanna Lwa w jej pierwotnym miejscu w XIX wieku, z widoczną po lewej stronie tylną częścią rozebranej bramy św. Anny.

Fontanna Lwa została zbudowana w 1728 przez wielkiego mistrza Antonio Manoela de Vilhenę, jak mówi pamiątkowy napis na samej fontannie. Została zainstalowana wkrótce po tym, jak Vilhena ogłosił Florianę przedmieściem Valletty. Była zasilana wodą z akweduktu Wignacourta i przez wiele lat była jedynym źródłem wody dla mieszkańców tego regionu.
W czasie II wojny światowej, aby uchronić ją przed zniszczeniem w wyniku bombardowań lotniczych, rzeźbę lwa przeniesiono do pobliskiej arkady i obudowano kamieniem. Po wojnie była tymczasowo przechowywana w pobliskim garażu. Samą fontannę usunięto w 1956 podczas przebudowy Triq Sant'Anna. W 1958 fontanna została zrekonstruowana kilka metrów od jej pierwotnej lokalizacji, a rzeźba lwa została ponownie zainstalowana w nocy z 31 grudnia 1958 na 1 stycznia 1959.

## Opis
Barokowa fontanna składa się z misy z cokołem zwieńczonym rzeźbą siedzącego lwa. Lew był heraldycznym symbolem w herbie Vilheny, a później stał się symbolem Floriany, stanowiąc podstawę herbu miasta. Na fontannie zwierzę jest przedstawione jako trzymające tarczę herbową z herbem Vilheny. Woda wypływa przez wylewki umieszczone w ustach rzeźbionego cherubina, który znajduje się na cokole fontanny.
Na cokole znajduje się łaciński napis:

ACCOLIS VALLETTAE

IN DIES AUGESCENTIB

EM.M.M.D. ANTONIUS

MANOEL DE VILHENA

PR. POLULI STUDIOS.

KONCESYT PODURBIU

FONTEMQ. TRIBUI JUSSIT.

NA. SAL. MDCCXVIII.

(co oznacza: Wobec rosnącej populacji tego przedmieścia, wielki mistrz Don António Manoel de Vilhena, który trzyma mieszkańców tak blisko swego serca, zarządził, aby ta fontanna została wzniesiona – 1728).

## Fontanna w kulturze
Fontanna została przedstawiona na znaczku pocztowym o wartości 0,06 euro wydanym przez MaltaPost w dniu 27 marca 2013.

## Ochrona dziedzictwa kulturowego
Fontanna została wpisana na 1932 Antiquities Protection List (Listę Ochrony Zabytków 1932), a 22 grudnia 2009 została uznana przez Malta Environment and Planning Authority jako zabytek narodowy stopnia pierwszego.